# بابی براون (بازیکن فوتبال، زاده ۱۸۸۷)
بابی براون (انگلیسی: Bobby Brown؛ زادهٔ November 1887) بازیکن فوتبال است.